# Alfonso Corti
Alfonso Giacomo Gaspare Corti (Gambarana, 15 giugno 1822 – Corvino San Quirico, 2 ottobre 1876) è stato un anatomista italiano.
Frequentò l'Università di Pavia e più tardi quella di Vienna dove si laureò in medicina. Negli anni 1850 e 1851 nel laboratorio di Rudolf Albert von Kölliker presso l'Università di Würzburg descrisse per la prima volta alcuni componenti dell'orecchio interno tra cui la membrana basilare, il ganglio spirale, la membrana tectoria e l'epitelio della stria vascularis.

Struttura dell'orecchio intero

## Biografia

### Gli inizi
Alfonso Giacomo Gaspare Corti nacque il 15 giugno 1822 a Gambarana in Lomellina (un tempo provincia del Regno Sardo ed attualmente di Pavia). Fu il figlio primogenito di Gaspare Marchese di Santo Stefano Belbo e di Beatrice dei marchesi Malaspina di Carbonaro. La sua famiglia, residente a Pavia, faceva parte dell'aristocrazia lombarda e comprendeva tra i suoi antenati diversi medici e scienziati che avevano rivestito ruoli di notevole importanza (ad esempio Matteo che nel XVI sec. fu il medico di papa Clemente VII). Il padre, appassionato di scienze e storia naturale, introdusse Alfonso allo studio di quest'ultima. Corti trascorse la sua infanzia in un clima di alta cultura, e da adolescente ebbe l'occasione di incontrare lo scienziato Antonio Scarpa, che era stato allievo e assistente di Giovanni Battista Morgagni, e che suscitò nel giovane Corti una fervente passione per l'anatomia. Terminati gli studi umanistici, nel 1841 si iscrisse alla facoltà di medicina dell'Università di Pavia, dove apprese la tradizione anatomica italiana del Malpighi e del Morgagni. Corti si dedicò in particolare allo studio dell'anatomia, trascurando in parte gli studi clinici. Lui stesso dichiarò, in un documento autobiografico, che "s'è dato agli studi medici solo per una particolare predilezione per l'anatomia umana e comparata".In questi ambiti i suoi insegnanti furono Bartolomeo Panizza e Mauro Rusconi, in particolare Panizza fu tra i primi a introdurre l'insegnamento dell'anatomia umana, ad istituire un corso sull'utilizzo del microscopio e a lavorare sulla struttura microscopica dell'orecchio interno.

### Gli studi a Vienna
Nel 1845 proseguì gli studi a Vienna, principale centro di ricerca anatomica, per perfezionare gli studi sull'anatomia comparata sotto la guida del maestro Josef Hyrtl, il quale stava lavorando su una monografia riguardo alla struttura dell'orecchio interno. Hyrtl incluse Corti tra i suoi collaboratori, affidandogli l’esecuzione di alcuni preparati per il Museo anatomico dell’università di Vienna. Il 6 agosto 1847 si laureò con la tesi 'De Systemate vasorum Psammosauri grisei' ,la quale descriveva il sistema vascolare di un grande rettile africano mediante l'illustrazione di sei tavole disegnate dal Corti stesso. Dopo la laurea, Corti lavorò come assistente di Hyrtl presso l'istituto di anatomia a Vienna.

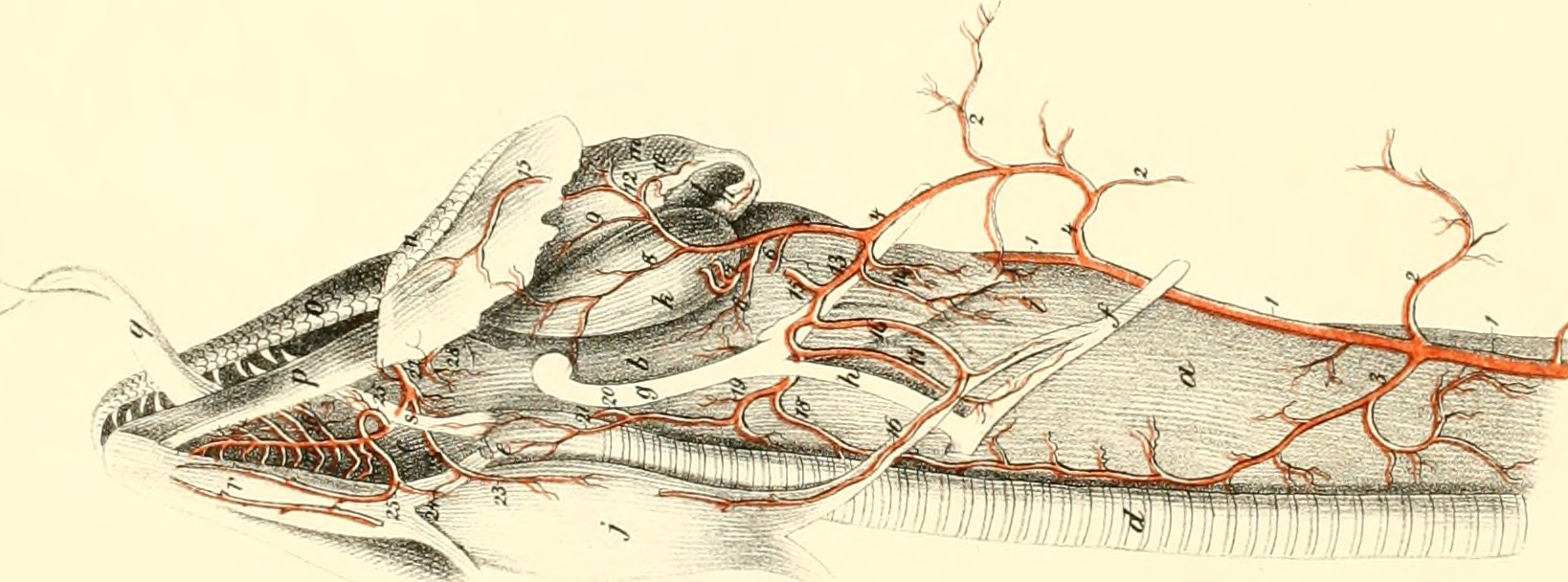
Illustrazione tratta dalla tesi di laurea 'De Systemate vasorum Psammosauri grisei

Durante la rivoluzione del 1848 l'istituto e la biblioteca andarono però distrutti e le condizioni di ricerca scientifica divennero insostenibili. Essendo l'Austria in guerra contro il regno di Sardegna, dal quale proveniva Alfonso, Corti decise dapprima di trasferirsi a Zurigo, dove incontrò l'anatomista Josef Engel e poi a Berna dove incontrò il fisiologo Gabriel Valentin con cui instaurò un profondo legame d'amicizia. Tra il 1850 e 1855 vi fu una continua corrispondenza tra i due che ci ha permesso di conoscere preziosi dettagli della loro vita personale. I due approfondirono insieme lo studio della teratologia dei pesci compiendo decisivi passi per lo sviluppo dell'embriologia sperimentale. Corti realizzò un'ulteriore ricerca anatomica riguardo al movimento vibratore ciliare degli organi digestivi di larve di anfibi.

### Soggiorni a Londra, Parigi e Würzburg
Nell'agosto del 1849 si recò a Londra dove incontrò alcuni noti istologi come James Paget, Thomas Wharton Jones e Richard Owen, e successivamente a Parigi dove strinse rapporti con Hermann Lebert e Charles-Philippe Robin e infine a Würzburg la cui università era il principale centro di ricerca istologica. Qui ebbe occasione di lavorare con Rudolph Virchow riguardo all'anatomia patologica e apprese nuove tecniche di esame microscopiche ideate da Rudolf Albert von Kölliker. Così come Hyrtl fu importante per l'apprendimento dell'analisi macroscopica e dell'anatomia comparata, Kölliker lo fu per quanto riguarda l'analisi microscopica. Nella prefazione della principale opera di istologia di Kölliker ('Mikroskopische Anatomie und Gewebelehre des Menschen'), quest'ultimo ringraziò Corti per il suo aiuto su una ricerca riguardante le cellule nervose del nervo acustico.

### Gli studi indipendenti
La prima pubblicazione indipendente del Corti fu un articolo in lingua tedesca 'Beitrag zur Anatomie der Retina', dove arrivò alla conclusione che i prolungamenti dei globi ganglionari della retina debbano considerarsi come fibre nervose del nervo ottico. Questa scoperta della continuità tra le fibre del nervo ottico e le cellule multipolari dello strato interno della retina, verrà in seguito confermata dagli studi di Johannes Peter Müller su pesci e uccelli e dello stesso Corti sull'elefante. Questa scoperta risolse, come afferma Stephen Lucian Polyak, il problema principale della neuro-fisiologia dell'occhio cioè l'integrazione delle fibre nervose nel complesso della retina.
Dopo questa scoperta continuò a fare ricerca in maniera indipendente, tanto da rifiutare l'incarico di professore ordinario all'università di Torino. Nell'agosto del 1850 visitò l'Observatorium microscopicum di Utrecht, dove con l'aiuto di Pieter Harting e Jacobus Schroeder apprese la tecnica che prevedeva la chiusura dei preparati microscopici freschi in una montatura umida. Grazie a questa tecnica, Corti concluse lo studio del labirinto membranoso.

### Lo studio della coclea

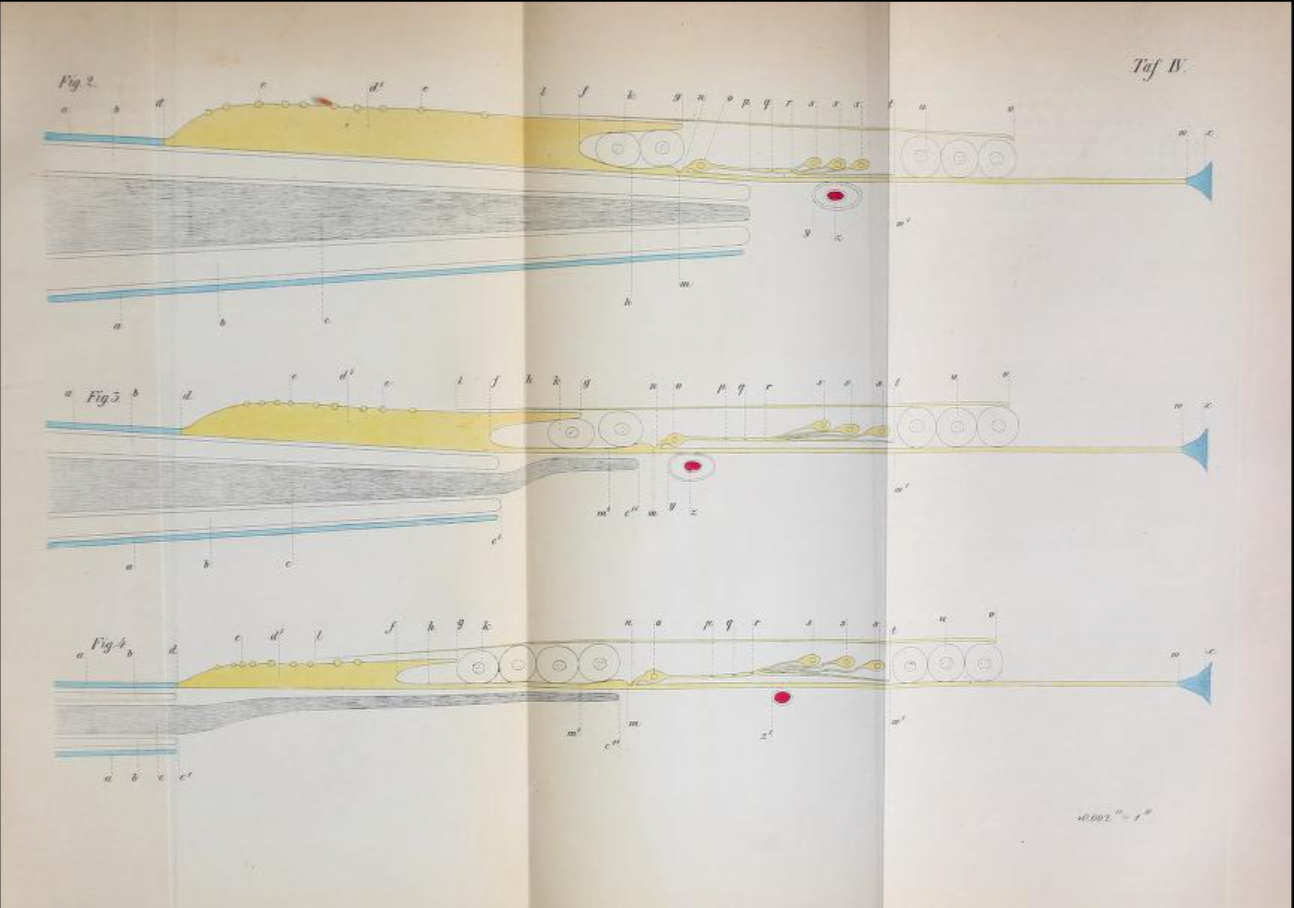
Prima delle due tavole a colori realizzate da Corti presenti nell'articolo: Recherches sur l'organe de l'ouïe des mammifères. Première partie: Le limacon'.

Il 30 giugno 1851 pubblicò un articolo in lingua francese: 'Recherches sur l'organe de l'ouïe des mammifères. Première partie: Le limacon', all'interno del terzo volume della rivista 'Zeitschrift für wissenschaftliche Zoologie'. L'articolo aveva come oggetto di studio la coclea. Corti descrisse alcune tra le più importanti formazioni cocleari tra cui: la membrana basilare, i pilastri, la galleria, le arcate, la membrana tectoria, le cellule sensoriali ed il ganglio spirale. Inoltre Kölliker propose di denominare il recettore acustico con il cognome di Alfonso (il cosiddetto organo spirale del corti). Nonostante i limiti tecnici dell'epoca il Corti realizzò un'opera estremamente dettagliata nella quale utilizzò due tavole a colori per le spiegazioni morfologiche.

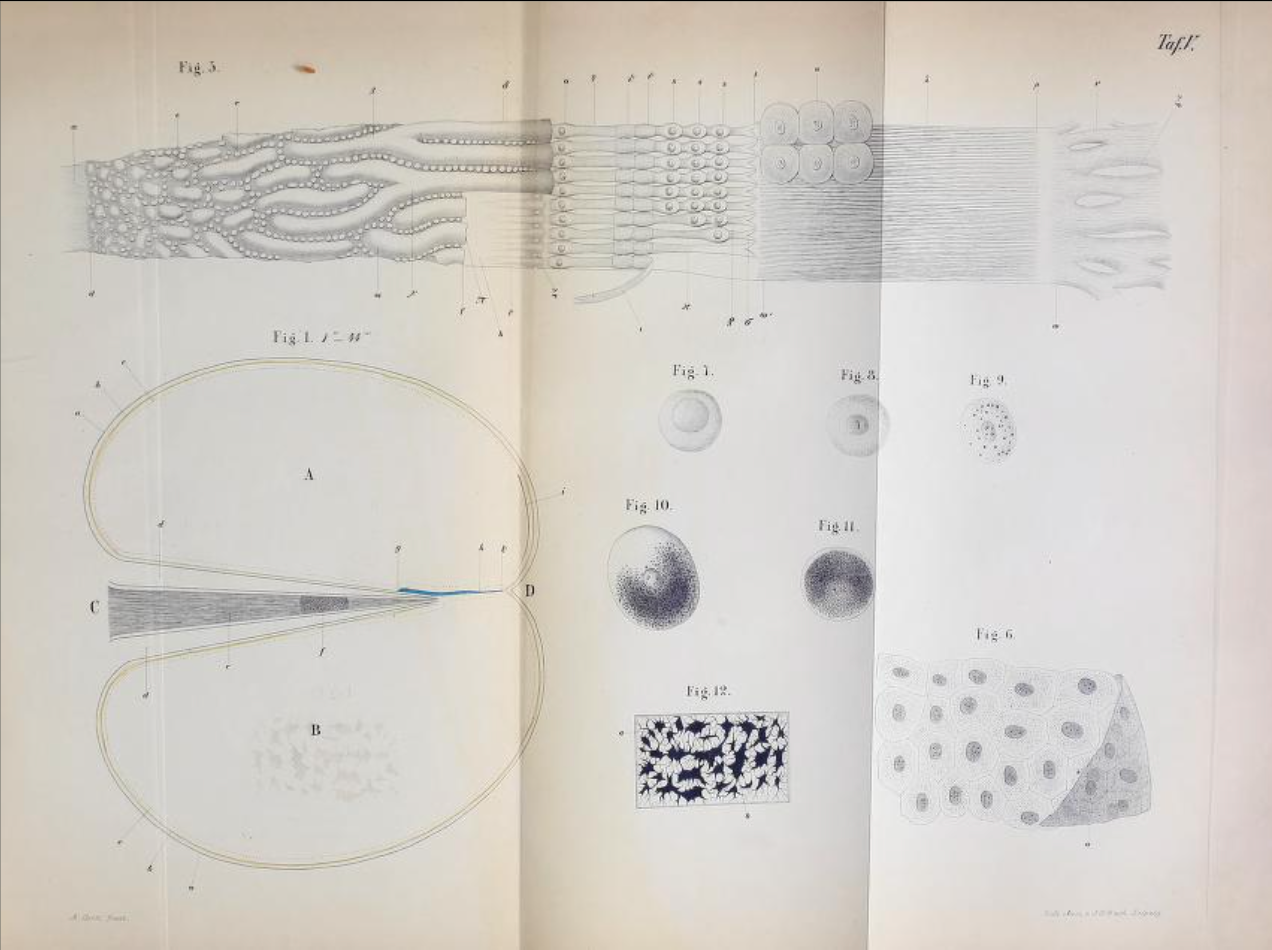
Seconda delle due tavole a colori realizzate da Corti presenti nell'articolo: 'Recherches sur l'organe de l'ouïe des mammifères. Première partie: Le limacon.

Prima di quest'opera non si conosceva la sede dell'organo recettore degli stimoli sonori ma solo le parti più grossolane del labirinto membranoso. Corti fu il primo a descrivere la membrana tectoria e l'epitelio della stria vascularis. Scoprì anche la natura bipolare delle cellule del ganglio spirale determinandone il lato periferico e quello centrale, non riuscendo pero a individuare il luogo e a spiegare il modo in cui terminassero le fibre del nervo cocleare. Grazie alla monografia del Corti verrà fondata la teoria di Helmholtz, che mediante il fenomeno della risonanza acustica spiega la funzione dell'organo spirale. Gli studi e le ricerche effettuate da Alfonso Corti non furono prive di difficoltà. Durante quegli anni era complesso realizzare delle sezioni sottili di tessuti molli. Inoltre Corti lavorò senza microtomo, basandosi sulla separazione di elementi istologici e sull'esame microscopico della superficie di frammenti di materiale fragilissimi, trattati con vari liquidi fissatori e chiusi con mastice tra due lastre di vetro. Egli era solito prelevare del materiale fresco dal cadavere di un animale morto recentemente ed esaminarlo. Si stima che analizzò circa duecento chiocciole di buoi, gatti, maiali, montoni, conigli topi e talpe. Per visualizzare al meglio le particolarità istologiche delle varie strutture, fu il primo ad utilizzare soluzioni diluite di carminio. Oltre a delle colorazioni istologiche, eseguì diverse prove topochimiche. Dimostrò grazie ad un'attenta osservazione microscopica, la natura proteica della membrana basilare, membrana tectoria e del lembo spirale (tutti e tre costituenti del labirinto membranoso). Tra l'anno 1850 ed il 1851 Corti partecipò alle riunioni della Société de biologie e della Société de médecine, incontrando colleghi con cui intraprese ricerche in ambito fisiologico ed istologico.

### Il ritorno in patria e l'interruzione dell'attività scientifica
Nel 1851 Corti fu costretto a tornare in patria a causa della morte improvvisa del padre, che lo costrinse ad un soggiorno relativamente prolungato a Torino. La morte del padre rappresentò per il medico l'inizio del rapido declino della sua carriera. Egli sperava di poter continuare il suo lavoro di ricerca nel laboratorio del suo amico Filippo De Filippi, il quale era il direttore del Museo zoologico di Torino, ma a causa di problemi familiari riuscì a lavorarci in poche occasioni. Nel 1852 il Museo ricevette dal giardino zoologico reale di Stupinigi un elefante, dal quale Corti riuscì a prelevare diversi tessuti, dimostrando che le strutture elementari dell'animale avevano le stesse dimensioni relative di quelle di piccoli mammiferi. Confermò inoltre la sua precedente scoperta della continuità tra fibre retiniche e cellule nervose. Descrisse poi le sue osservazioni in una lettera inviata a Kölliker nel 1853 e pubblicata da quest'ultimo all'interno della sua rivista 'Zeitschrift far wissenschaftliche Zoologie'. Nell'estate dell'anno 1853 effettuò delle osservazioni istologiche sul sistema nervoso e sull'organo elettrico della torpedine nel laboratorio dell'Università di Torino. Nel 1854, per ragioni ancora ignote, egli interruppe in modo definitivo i suoi lavori scientifici ed essi non furono mai pubblicati. Probabilmente la causa del ritiro di Corti dalla sua professione è un concorso di fattori tra i quali disturbi reumatici, depressione e problemi di natura sentimentale. Il 6 gennaio 1854 fu eletto membro dell'Accademia Cesarea Leopoldina-Carolina e nella lettera di ringraziamento al presidente Christian Gottfried Daniel Nees von Esenbeck accennò ad una malattia che ostacolava il suo lavoro. La malattia in questione era un'artrite deformante che in pochi anni lo avrebbe reso incapace di muoversi. Il 24 settembre 1855 sposò Maria Anna Carlotta Bettinzoli, da cui ebbe due figli e con cui trascorse gli ultimi vent'anni della sua vita nella villa Mazzolino presso Casteggio, nella campagna pavese.

### La morte e la lapide

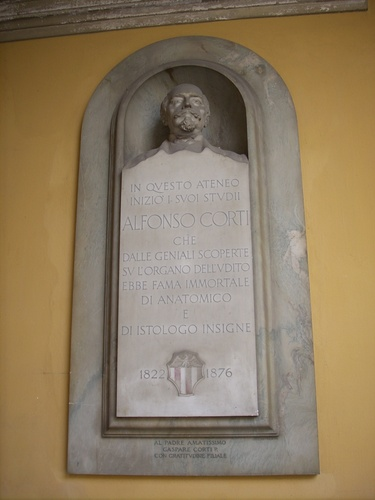
Lapide in marmo apuano di Alfonso Corti situata presso il primo piano dell'università di Pavia.

Morì il 2 ottobre 1876 a Corvino San Quirico presso Casteggio. Nonostante attualmente Corti sia considerato tra i principali esponenti dell'anatomia italiana dell'Ottocento, all'epoca la sua morte passò inosservata tanto da non apparire in nessun necrologio, a testimonianza del fatto che egli era ormai stato dimenticato dalla comunità scientifica a causa dell’interruzione improvvisa dei suoi lavori.
Il 22 maggio 1931 il rettore dell'Università di Pavia approvò la richiesta di Gaspare Corti, figlio di Alfonso, di realizzare una lapide marmorea in onore del padre da porre all'interno dell'ateneo. Gaspare contattò lo scultore Giannino Castiglioni ed il 16 ottobre 1932 avvenne l'inaugurazione del marmo. La lapide contiene una nicchia, che ospita al suo interno una lastra con uno stemma ed un'iscrizione dalla quale si leva il busto del Corti. L'iscrizione che vi è all'interno della nicchia riporta le seguenti parole: 'In questo ateneo iniziò gli studi Alfonso Corti che, dalle geniali scoperte su l'organo dell'udito, ebbe fama immortale di anatomico e di istologo insigne'.

## Scritti principali[16]
- 1847 - De Systemate vasorum Psammosauri grisei, Vindobonae, Vienna.
- 1850 - Beitrag zur Anatomie der Retina, in Archiv für Anatomie, Physiologie and wissenschaftliche Medizin, 273-275, Würzburg.
- 1851 - Recherches sur l'organe de l'ouïe des mammifères. Première partie: Le limacon, in Zeitschrift für wissenschaftliche Zoologie',Verlag von Wilhelm Engelmann, pp. 109-169, Würzburg.